# Verschwendete Stimme
Als verschwendete Stimmen bei Wahlen werden bezeichnet Stimmen, die von keiner Partei in der Legislative vertreten wird.

## Berechnung
Stimmen werden als verschwendet oder unberücksichtigte bezeichnet (oder auch verfallene oder unrepräsentierte Stimmen), die von keiner Partei in der Legislative vertreten wird; dies ergibt sich bei Wahlen mit Verhältniswahlrecht meist durch das Vorhandensein von Sperrklauseln. Die Zahl der verschwendeten Stimmen ist dabei die Summe der Stimmen der nicht vertretenen Parteien. Die verschwendeten Stimmen können in Prozent der Gesamtstimmenzahl oder als absolute Stimmenzahl angegeben werden. Die Zahl der verschwendeten Stimmen steigt mit einer höheren Sperrklausel. Selbst ohne explizite Wahlhürde verursacht die Natürliche Sperrklausel verschwendete Stimmen.
Eine Mehrheitswahl führt im Vergleich zur Verhältniswahl im Allgemeinen zu einem höheren Prozentsatz an verschwendeten Stimmen (von bis zu knapp unter 50 %, da alle Stimmen, die nicht den Gewinner bestimmen hier wegfallen). Beim Zweiparteiensystem können verschwendete Stimmen auch mit der Effizienzlücke gemessen werden.
Gelegentlich haben verschwendete Stimmen dazu geführt, dass eine Partei die absolute Mehrheit der Sitze gewann, ohne die absolute Mehrheit der Stimmen zu gewinnen, ein Ergebnis, das ein proportionales Wahlsystem verhindern sollte. Zum Beispiel bei der Landtagswahl in Bayern 2013 und Landtagswahl im Saarland 2022 verfehlten die CSU beziehungsweise SPD die Stimmenmehrheit, gewann aber jeweils die absolute Mehrheit der Sitze. Außerhalb von Deutschland gewann die Partei AKP bei den türkischen Parlamentswahlen 2002 mehr als zwei Drittel der Sitze im Parlament mit nur 34,28 % der Stimmen.

## Beispiele für hohen Anteil in deutschsprachigen Staaten
Bei der Bundestagswahl 2013 gab es 15,7 % oder 6,9 Millionen verschwendete Stimmen. In 1990 waren im Bundestag 8,05 % und 2002 7,03 % verschwendete Stimmen. Bei der Europawahl in Deutschland 1994 gab es 19,6 % verschwendete Stimmen. Bei der Landtagswahl im Saarland 2022 betrug die Summe der verschwendeten Stimmen 22,3 %. Bei der Bürgerschaftswahl in Hamburg 1997 waren 19,15 % verschwendete Stimmen. Bei der Landtagswahl in Thüringen 2004 und auch der Landtagswahl in Mecklenburg-Vorpommern 2016 waren 16,4 % verschwendete Stimmen. Weitere hohe Anteile von verschwendeten Stimmen bei Landtagswahlen sind 15,1 % in Sachsen-Anhalt 2011, 14,6 % in Brandenburg 2004, 14,0 % in Bayern 2013, 13,9 % in Sachsen-Anhalt 2016, 13,8 % Sachsen 2014, 13,7 % in Sachsen 2019, 13,6 % in Berlin 2006, 13,6 % in Rheinland-Pfalz 2011, 13,6 % in Rheinland-Pfalz 2006, 13 % in Niedersachsen 2022, 12,6 % in Bremen 2011, 12,0 % in Baden-Württemberg 2021, 11,9 % in Niedersachsen 1994, 10,6 % in Schleswig-Holstein 2017, 9,6 % in Hessen 2013 und 9,4 % in Nordrhein-Westfalen 2017.

## Beispiele für hohen Anteil außerhalb von deutschsprachigen Staaten
1993 erreichten die verschwendeten Stimmen in Polen 35,14 %. Bei der Parlamentswahl in Russland 1995 wurden 44,8 % der Verhältnisstimmen (31 Millionen) nicht berücksichtigt. Bei den türkischen Parlamentswahlen 2002 wurden nicht weniger als 46,33 % (14.545.438) der Stimmen für Parteien abgegeben, die nicht im Parlament vertreten waren. Bei der Parlamentswahl in der Ukraine 2006 wurden 22 % der Wähler effektiv entrechtet. In den Parlamentswahl in der Ukraine 2007, die unter demselben System abgehalten wurden, unterstützten weniger Wähler kleinere Parteien, und der Gesamtprozentsatz von entrechteten Wählern fiel auf etwa 12 %. In Bulgarien gaben 24 % der Wähler ihre Stimmen für Parteien ab, die bei der Parlamentswahl in Bulgarien 2013 keine Vertretung gewinnen würden. In Neuseeland betrug der Anteil der verschwendeten Stimmen bei den Parlamentswahl in Neuseeland 2017 4,62 % und 2020 7,71 %. Bei den dänischen Parlamentswahlen auf den Färöer-Inseln erreichte der Anteil von verschwendeten Stimmen 51,3 % im Jahr 2015 und 46,2 % 2019, während 2015 21,96 % und 2019 34,2 % der Wähler auf Grönland nicht im Dänischen Parlament vertreten waren. Bei der Nationalratswahl in der Slowakei 2020 wurden 28,47 % aller gültigen Stimmen nicht vertreten. Bei der Abgeordnetenhauswahl in Tschechien 2021 waren 19,76 Prozent der Wähler nicht vertreten. Bei der Parlamentswahl in Slowenien 2022 gingen 24 % der Stimmen an Parteien, welche die Sperrklausel nicht erreichten.

## Beispiele für niedrigen Anteil
Bei den dänischen Parlamentswahlen 2015 lag der Anteil der verschwendeten Stimmen, die durch die obige Formel berechnet wurde, bei 0,92 %. Bei der Wahl zum Schwedischen Reichstag 2018 betrug der Anteil von verschwendeten Stimmen 1,5 %. Bei der Europawahl in Deutschland 2014 gab es nur 1,8 % verschwendete Stimmen, der niedrige Prozentsatz ist verursacht durch die Abwesenheit einer expliziten Sperrklausel seit 2014. In den Niederlanden waren die verschwendeten Stimmen 1,55 % in der Parlamentswahl in den Niederlanden 2017 und 1,99 % im Jahr 2021. Der systematisch niedrige Prozentsatz von verschwendeten Stimmen in den Niederlanden wird durch das Fehlen einer Sperrklausel, die über einen Sitz hinausgeht, verursacht. 

## Rechtsstatus
Das Bundesverfassungsgericht lehnte 2011 und 2014 eine Sperrklausel für das Europäische Parlament wegen des Prinzips der Wahlgleichheit ab. Die bereits hohe Anzahl von 206 Parteien im Europäische Parlament zeigt, dass die Handlungs- und Entscheidungsfähigkeit des Parlaments selbst bei der Anwesenheit von Kleinstparteien gesichert ist. Im Fall der Türkei erklärte die Parlamentarische Versammlung des Europarates 2004 die 10 % Sperrklausel für offensichtlich zu hoch und forderte die Türkei auf, sie zu senken. Am 8. Juli 2008 hat der Europäische Gerichtshof für Menschenrechte mit 13 zu vier Stimmen entschieden, dass die in der Türkei verhängte 10 %-Hürde nicht das Recht auf freie Wahlen verletzt. Es stellte jedoch fest, dass derselbe Schwellenwert gegen die Konvention verstoßen könnte, wenn er in einem anderen Land auferlegt würde. Im Fall der Türkei war dies gerechtfertigt, um die instabile politische Situation der letzten Jahrzehnte zu stabilisieren. Das Bundesverfassungsgericht hat 2017 die Fünf-Prozent-Sperrklausel bei der Wahl des Deutschen Bundestages für verfassungskonform wegen des verfassungslegitimen Ziels, die Handlungs- und Entscheidungsfähigkeit des Parlaments zu sichern, erachtet.

## Reduktion
Eine Präferenzwahl bei der Parteienoption (z. B. Ersatzstimme auf die Zweitstimme) kann alle Stimmen berücksichtigten. Eine Reduktion der Sperrklausel kann den Anteil der verschwendeten Stimmen reduzieren, aber nicht ganz beseitigen, dies ist durch die natürliche Sperrklausel verursacht, sichtbar am Beispiel der Niederlande.